# Prionospio saccifera
Prionospio saccifera är en ringmaskart som beskrevs av Mackie och Hartley 1990. Prionospio saccifera ingår i släktet Prionospio och familjen Spionidae. Inga underarter finns listade i Catalogue of Life.